# ديفيد ميسيل
ديفيد ميسيل (بالإنجليزية: David Angel)‏ هو قاضي ومحامي أسترالي، ولد في 5 يوليو 1944.